# Jubiläumsrebe
Jubiläumsrebe ist eine Weißweinsorte, die an der Höheren Bundeslehranstalt und Bundesamt für Wein- und Obstbau in Klosterneuburg gekreuzt wurde. Sie ist eine Neuzüchtung von Fritz Zweigelt aus dem Jahr 1922. Sie wurde im Jahr 1960 anlässlich der Hundertjahrfeier der Lehranstalt vorgestellt und bezieht aufgrund dieses Jubiläums ihren Namen. 

## Abstammung
Grauer Portugieser × Frühroter Veltliner.

## Verbreitung
Die Sorte hat heute praktisch keine Bedeutung mehr. Kontinuierlich nimmt in Österreich die Anbaufläche ab – 1999 60,55 ha, 2009 13,1 ha, 2015 6,2 ha.

## Ampelographische Sortenmerkmale
- Die Triebspitze ist offen. Sie ist weißwollig behaart.
- Die mittelgroßen Blätter sind dreilappig oder fünflappig und ähneln dem Blatt des Blaufränkisch. Die Stielbucht ist nur wenig offen. Das Blatt ist stumpf gezahnt. Die Zähne sind im Vergleich der Rebsorten weit gesetzt. Im Herbst färben sich die Blätter entlang der Blattadern leicht rötlich
- Die walzenförmige Traube ist mittelgroß, manchmal geschultert und dichtbeerig. Die  Beeren sind mittelgroß und von gräulich-rosa Farbe. Die Beeren schrumpfen leicht ein.

Reife: früh, zeitgleich mit dem Gutedel

## Ertrag
Die Sorte bringt mittlere bis hohe Erträge. Der Ertrag wird aber durch die Trockenbeerenbildung im Herbst reduziert.

## Eigenschaften
Sie stellt geringe Bodenansprüche, erreicht leicht ein hohes Mostgewicht und ist gut zur Prädikatsweinerzeugung geeignet. Zur Erzeugung von Prädikatsweinen ist der spätere Lesezeitpunkt nachteilig. Die Beeren werden nur wenig von Edelfäule befallen, sondern die Zuckerkonzentrierung in den Beeren erfolgt durch Einschrumpfen der Beeren. Sie Sorte ist sehr winterfrostempfindlich.

## Wein
Ist nur zur Prädikatsweinerzeugung mit einem Zuckergehalt von über 25 °KMW interessant. Die Weine zeichnen sich durch einen geringen Säuregehalt, schwachen Aromatik und hohem Zuckergehalt aus. Sie haben Ähnlichkeit mit den Weinen aus Tokaj.